# 조익 (조선)
조익(趙翼, 1579년 5월 2일(음력 4월 7일)~ 1655년 4월 16일(음력 3월 10일))은 조선의 문신이다. 자는 비경(飛卿), 호는 포저(浦渚)·존재(存齋)이며 본관은 풍양이다. 시호는 문효(文孝)이다.
선조 때 문과에 급제하여 정자, 검열 등을 지냈으며, 1611년에는 광해군 때 수찬으로 있으면서 정인홍 등이 이언적, 이황의 문묘를 반대하자 이를 탄핵했다가 좌천되었다. 1623년에 일어난 인조반정 이후 이조좌랑, 직제학, 형조참의, 좌승지, 도승지 등을 지냈으며 같은해에 강원도, 충청도, 전라도에도 대동법을 실시할 것을 건의하였다. 이후 개성유수, 대사간, 부제학, 이조참판을 지내고 특진관을 지내다 한성부좌윤, 병조참판, 성균관대사성, 사헌부대사헌을 지내고, 도승지, 대사성, 부제학, 대사헌을 지내고 대사간을 지내다 예조판서, 대사헌을 지내며 동지경연사를 겸하고, 대사헌, 공조판서, 예조판서를 지내며 동지성균관사를 겸한다.1636년에 일어난 병자호란 때 도망한 죄로 처벌당한 후, 1643년에 원손(왕세자의 맏아들)의 보양관이 되었다. 이후 지중추부사로 있다가 그 후 대사헌, 예조판서, 이조판서, 우참찬, 좌참찬과 우의정 등을 거쳐 좌의정에까지 이르렀다. 성리학의 대가로서 음률, 병법, 문장 등에도 뛰어났다.

## 저서
- 《포저집》: 규장각 도서 및 성균관대 도서관 소장
- 《주서요류(朱書要類)》: 규장각도서, 국립중앙도서관
- 《서경천설(書經淺說)》: 규장각 도서 소장
- 《역상개략(易象槪略)》

## 가계
- 고조부 : 조현범(趙賢範)
- 고조모 : 파평 윤씨, 윤찬좌(尹贊佐)의 딸
  - 증조부 : 조안국(趙安國)
  - 증조모 : 안동 권씨, 권세임(權世任)의 딸
    - 조부 : 조간(趙侃)
    - 조모 : 증 정경부인 의령 남씨, 남규(南奎)의 딸
      - 아버지 : 조영중(趙瑩中)
      - 어머니 : 정경부인 해평 윤씨, 윤춘수(尹春壽)의 딸
        - 누이 : 광주 이씨 이정망(李廷望)에게 출가

- 부인 : 성주 현씨 현덕량(玄德良)의 딸
  - 아들 : 조몽양(趙夢陽)
    - 손자 : 조지강(趙持綱)
    - 손녀 : 순흥 안씨 안중(安重)에게 시집감

  - 아들 : 조진양(趙進陽)
    - 손자 : 조지한(趙持韓)
    - 손녀 : 문화 류씨 유원후(柳謜厚)에게 시집감
    - 손녀 : 파평 윤씨 윤추(尹推)에게 시집감
    - 손녀 : 파평 윤씨 윤징주(尹徵周)에게 시집감
    - 손녀 : 남원 윤씨 윤이수(尹以壽)에게 시집감

  - 아들 : 조복양(趙復陽)
    - 손자 : 조지형(趙持衡)
    - 손자 : 조지성(趙持成)
    - 손자 : 조지겸(趙持謙)
    - 손자 : 조지원(趙持元)
    - 손녀 : 남양 홍씨 홍구성(洪九成)에게 시집감
    - 손녀 : 해주 오씨 오도일(吳道一)에게 시집감

  - 아들 : 조내양(趙來陽)
    - 손자 : 조지헌(趙持憲)
    - 손녀 : 경주 김씨 김일진(金一振)에게 시집감
    - 손녀 : 반남 박씨 박태두(朴泰斗)에게 시집감

  - 아들 : 조현양(趙顯陽)
    - 손자 : 조지항(趙持恒)
    - 손자 : 조지정(趙持正)

  - 딸 : 연안 이씨 이상주(李相胄, 1620년~1644년 10월 12일(음력 9월 12일))에게 출가

## 관련 문화재
- 조익선생일괄유물

## 참고 문헌
- 이 문서에는 다음커뮤니케이션(현 카카오)에서 GFDL 또는 CC-SA 라이선스로 배포한 글로벌 세계대백과사전의 내용을 기초로 작성된 글이 포함되어 있습니다.